# Rhododendronpark Kleine Bastei

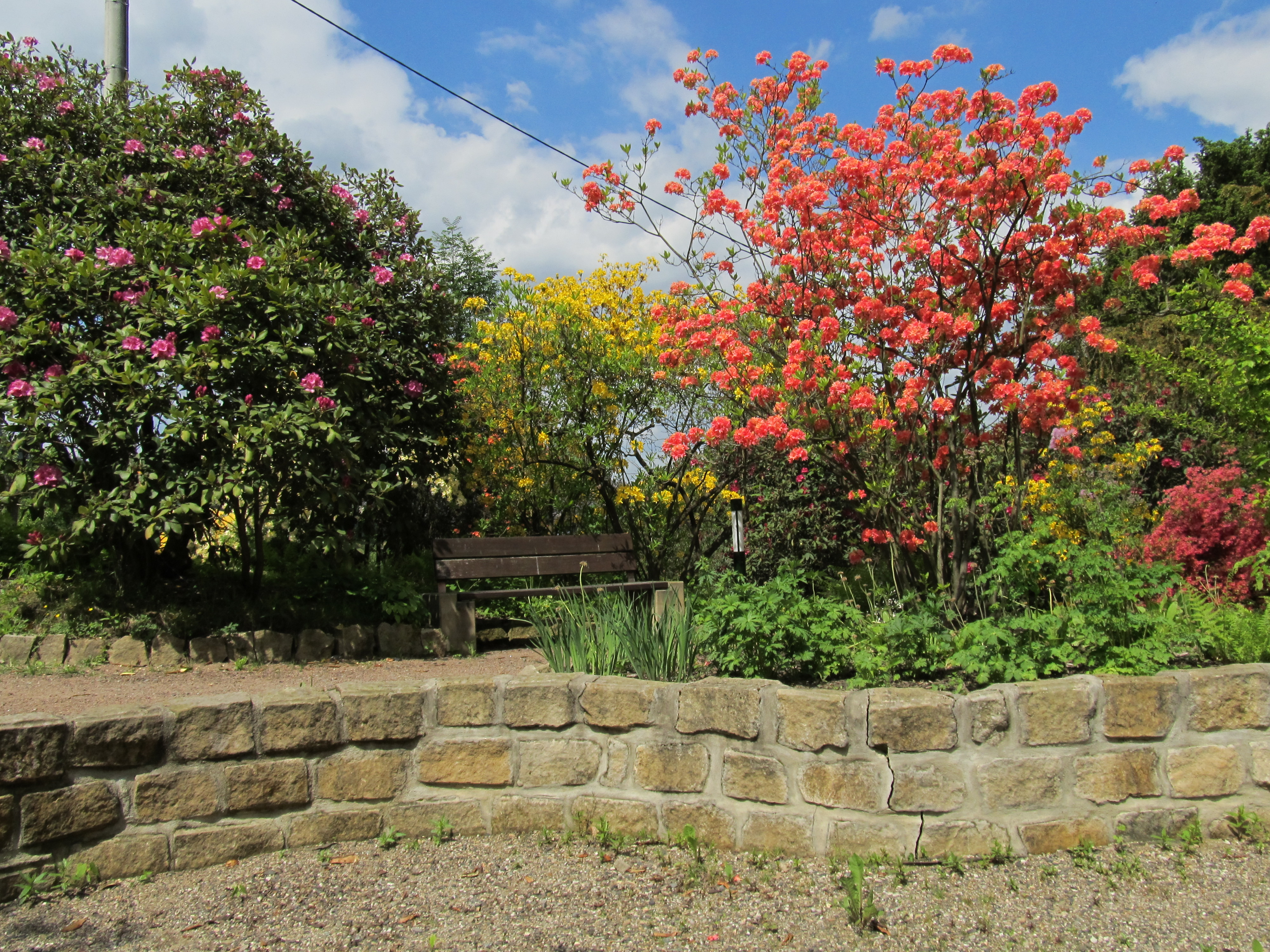
Blühende Rhododendren im Rhododendronpark Kleine Bastei, Mai 2012

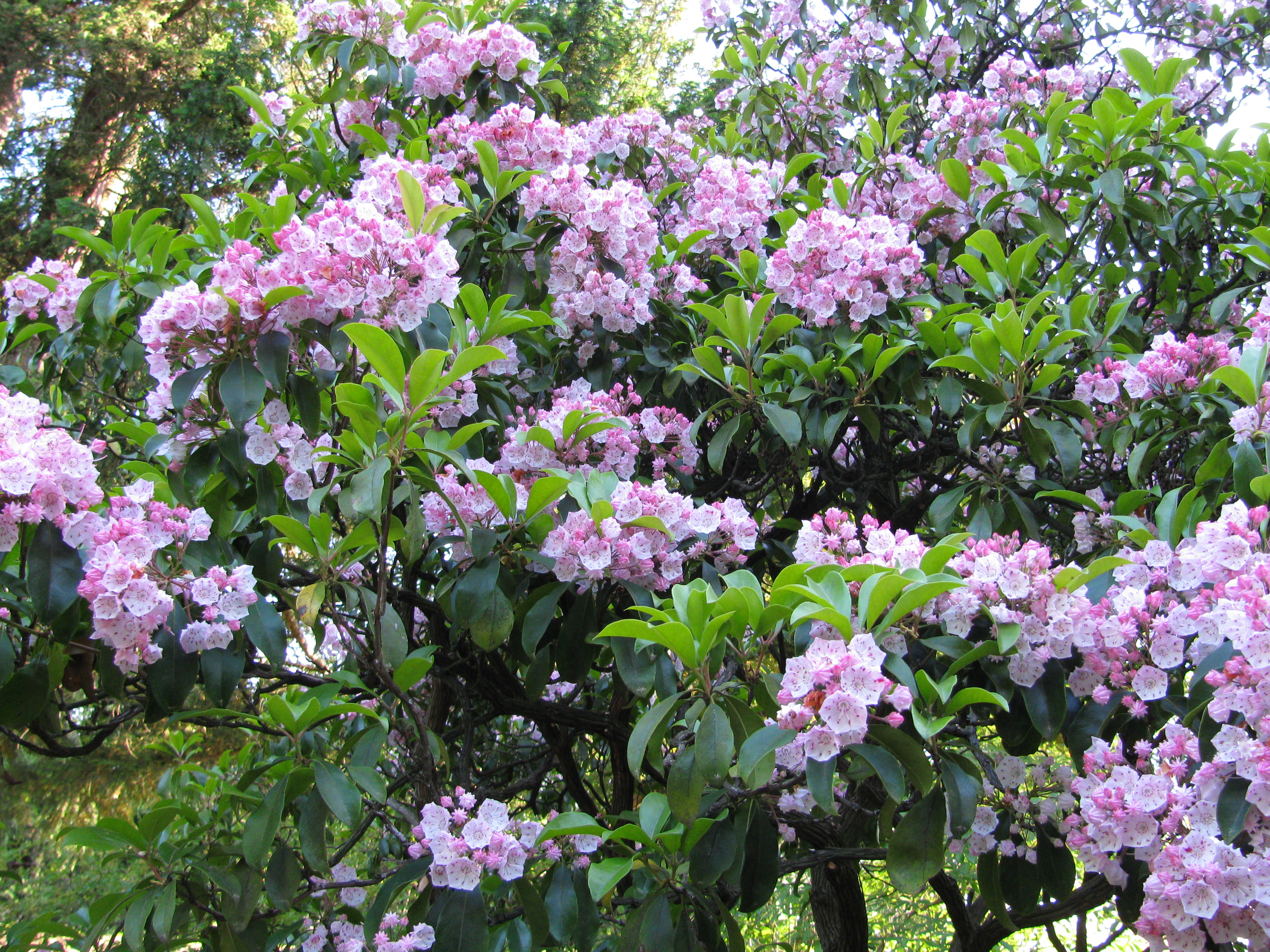
Breitblättrige Lorbeerrose im Rhododendronpark Kleine Bastei, Juni 2008

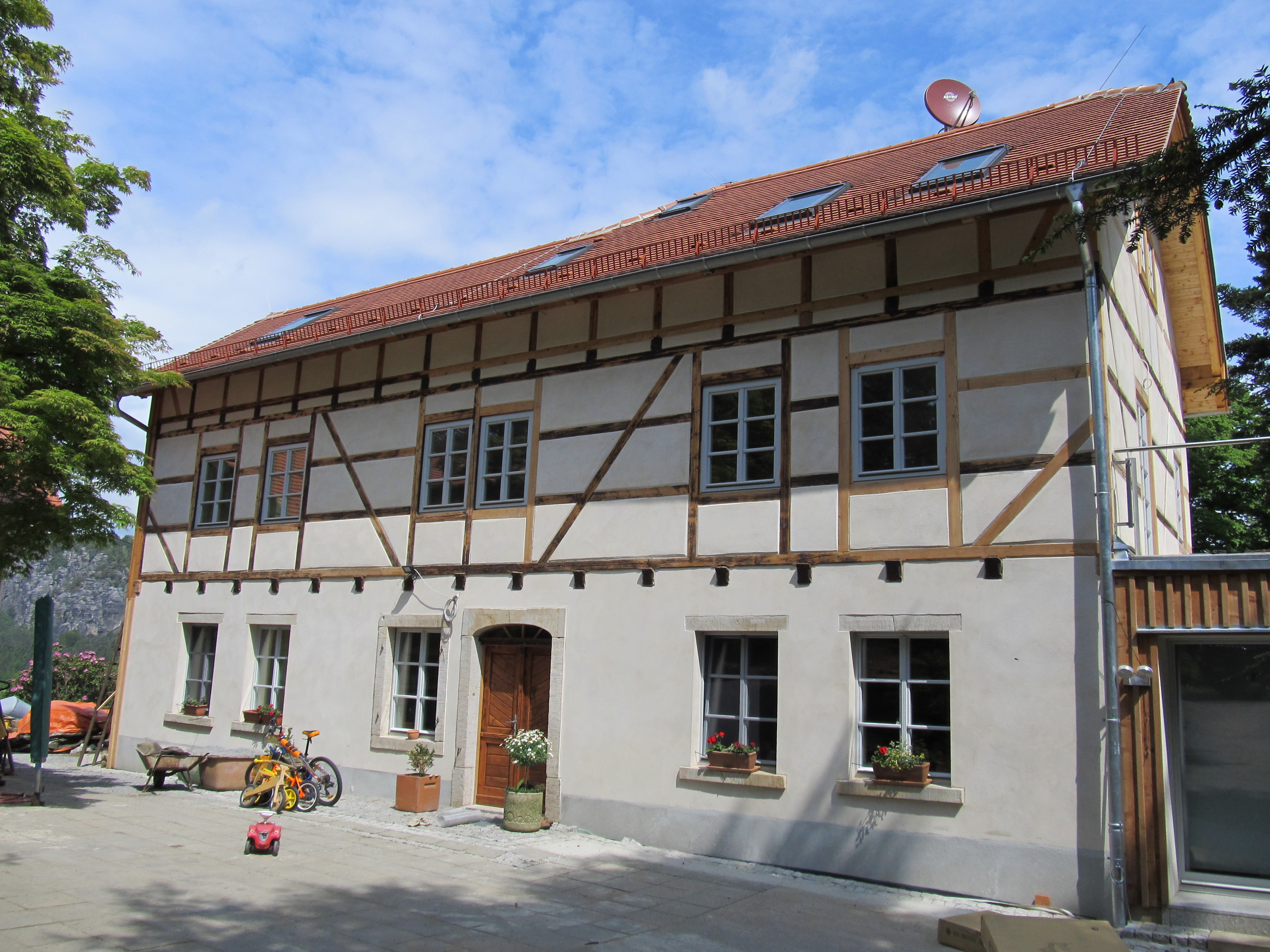
Ehemaliges Wohnhaus des Botanikers Karl Friedrich Keydel im Rhododendronpark Kleine Bastei

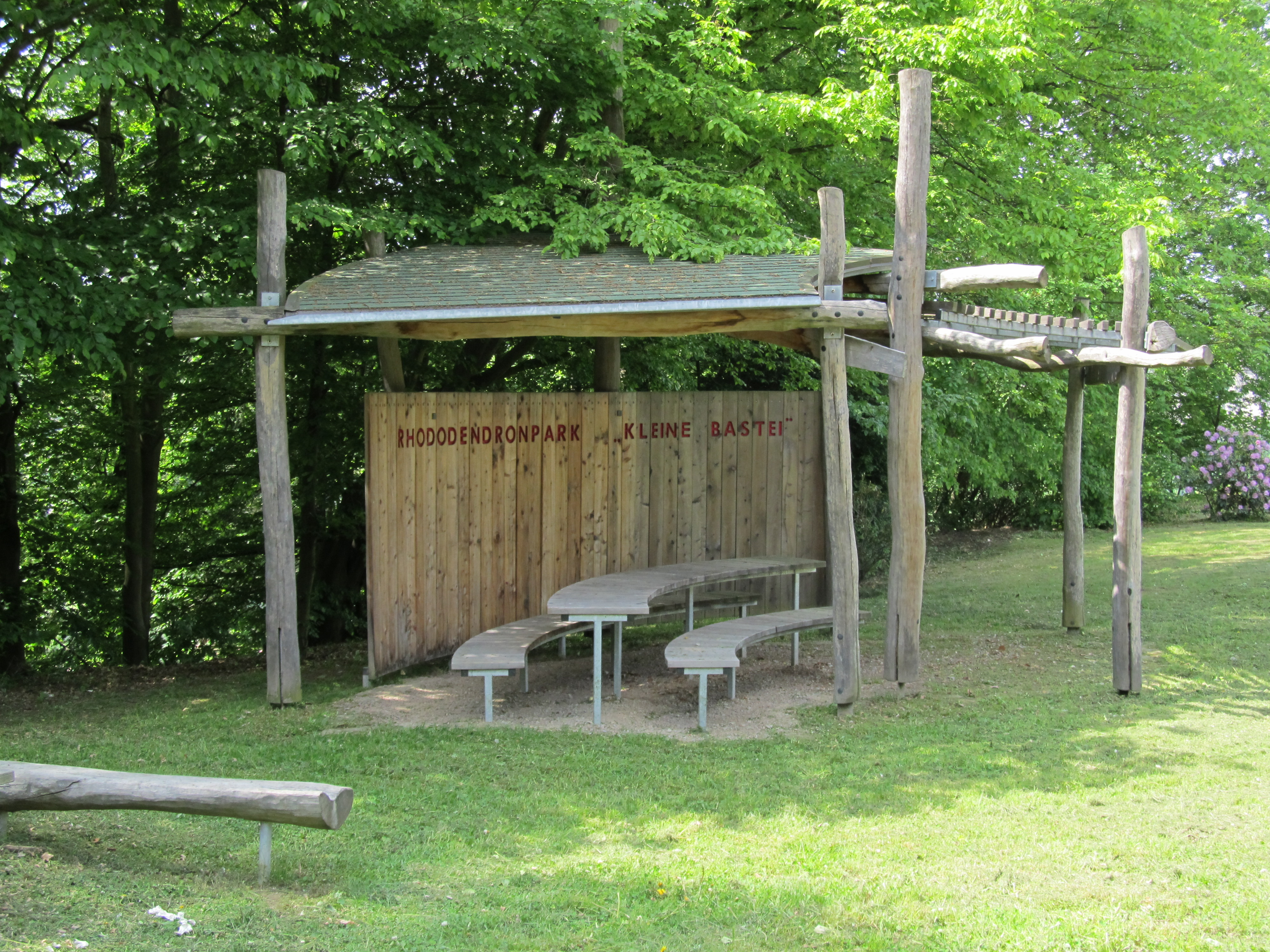
Überdachte Sitzgruppe im Rhododendronpark Kleine Bastei

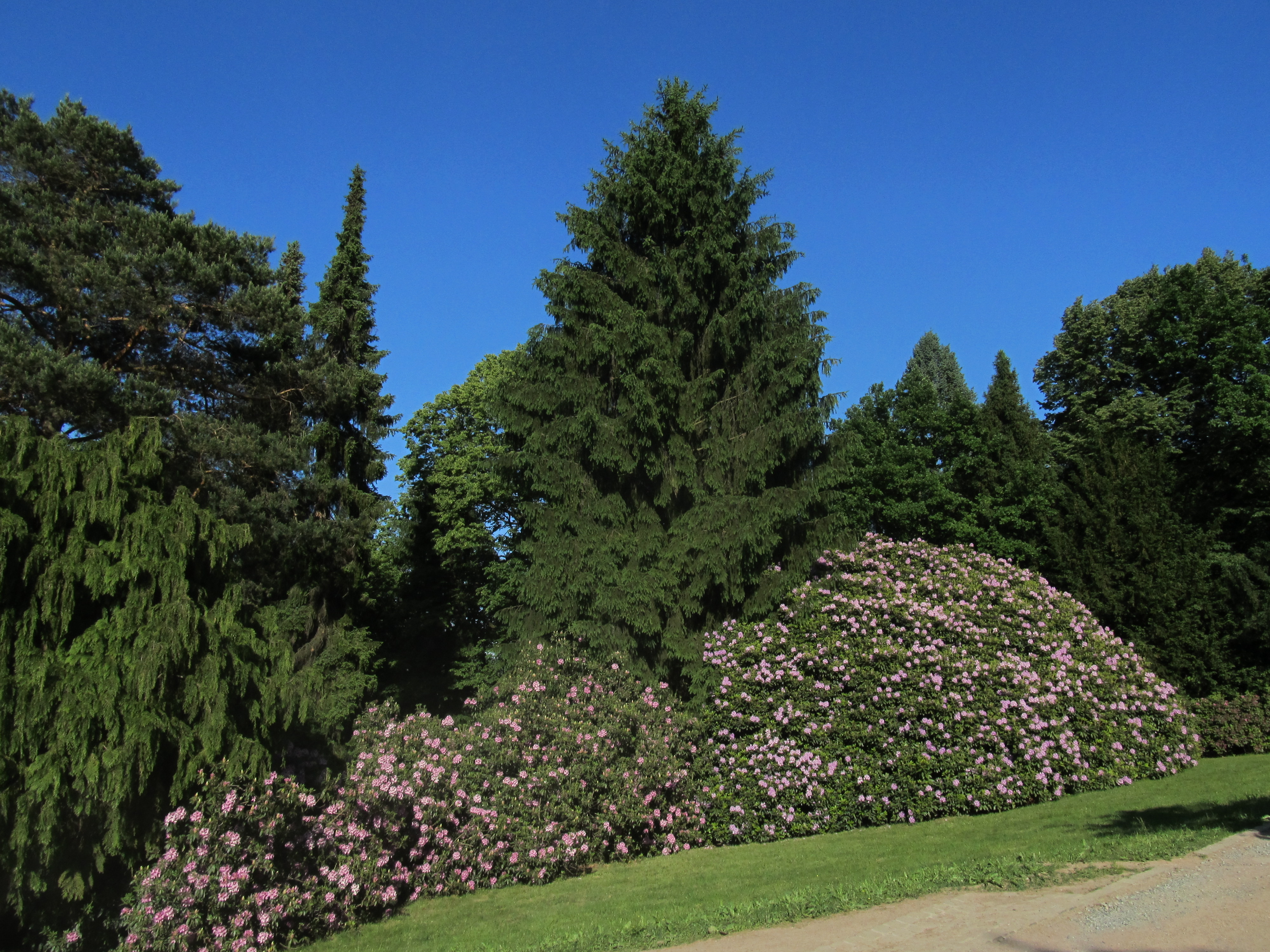
Blühende Rhododendren im Rhododendronpark Kleine Bastei, Mai 2012

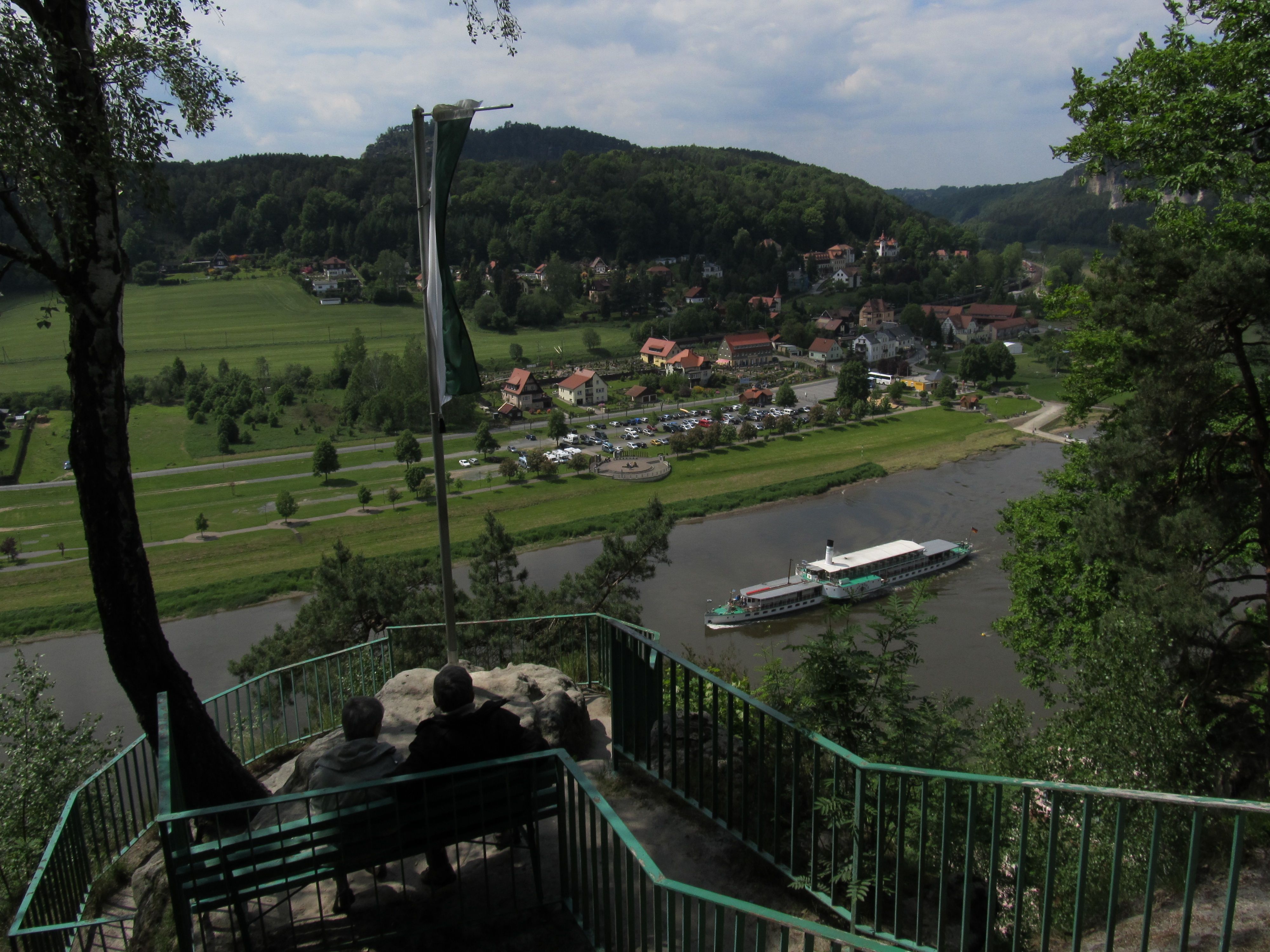
Kleine Bastei

Der Rhododendronpark Kleine Bastei ist eine Parkanlage in Rathen im Landkreis Sächsische Schweiz-Osterzgebirge. In dem während der 1920er Jahre gestalteten Park stehen rund 30 verschiedene Arten bzw. Sorten von Rhododendren sowie teils exotische Baumarten.

## Lage
Der Rhododendronpark liegt im Kurort Rathen in der Sächsischen Schweiz, dem deutschen Teil des Elbsandsteingebirges. Er befindet sich in Niederrathen, dem rechtselbischen Teil des Kurorts, in Hanglage an der Kleinen Bastei. Die Kleine Bastei ist eine Anhöhe mit Aussichtspunkt südöstlich des Amselgrunds, im Gegensatz zur nordwestlich davon gelegenen eigentlichen Bastei. Ausläufer des Parks erstrecken sich im Südwesten bis an den Steilabfall ins Elbtal und im Nordosten bis an die Hänge des Blümelgrundes.
Erreichbar ist der von kleinen Treppen und Pfaden durchzogene, rund zwei Hektar große Park für Wanderer aus Richtung Waltersdorf bzw. vom Gamrig aus sowie aus dem Amselgrund. Vom Park auf dem Hochplateau aus hat man eine gute Sicht auf die Felsen der Umgebung, darunter Bastei und Mönch mit der Felsenburg Neurathen, Große und Kleine Gans sowie die Lokomotive. Vom Aussichtspunkt Kleine Bastei im Süden bietet sich ein Blick über das tiefe Tal der Elbe hinüber zum Lilienstein.

## Geschichte
Etwa 1870 begann Graf Karl von der Recke, um ein etwa 50 Jahre zuvor gebautes und wohl landwirtschaftlichen Zwecken dienendes Fachwerkhaus erste ausländische Gehölze anzupflanzen. Ein Zweig des westfälischen Adelsgeschlechts von der Recke besaß im 19. Jahrhundert Ländereien in dem Gebiet. Im Jahr 1894 ließ der Graf das Haus umbauen und direkt daneben anstelle einer Scheune ein Wirtschaftsgebäude errichten.
Im Jahr 1911 erwarb der Dresdner Urologe Karl Friedrich Keydel (* 30. Juni 1865 in Hartenstein; † 12. September 1937 in Rathen) das Anwesen und erweiterte das Gelände 1918 durch den Zukauf weiterer Grundstücke, um einen Park anlegen zu können. Keydel, der im nahen Hohnstein aufgewachsen und später ein Kruzianer war, interessierte sich sehr für Botanik. Er trug auf mehreren Reisen insbesondere in den Alpenraum seltene Pflanzen zusammen, darunter viele Steinbrech-Arten, die er in seinem Park anpflanzte. Seit 1918 ordentliches Mitglied der Naturwissenschaftlichen Gesellschaft ISIS in Dresden, hielt Keydel auch Vorträge über seinen Rathener Alpengarten, über den bereits 1922 in der Dresdner Presse berichtet wurde. In den Jahren 1926 bis 1929 baute die Gartenbauarchitektin Baila Helmenreich (* 4. März 1902 in Krukienice; ⚭ ca. 1930 mit Martin Gerson; † 1944 im KZ Auschwitz) dieses Alpinum in Keydels Auftrag zu einem weitläufigen Park aus und legte Pfade und Treppen an, die heute nur noch zum Teil begehbar sind.
Nach Keydels Tod erwarb gegen Ende der 1930er Jahre die Gemeinde Kurort Rathen das Anwesen, die 1945 Kriegsflüchtlinge aus Schlesien darin unterbrachte. In der Zeit der DDR dienten die Gebäude mitsamt dem umliegenden Park dem Freien Deutschen Gewerkschaftsbund (FDGB) als Ferienheim. Nach der Wende begann der Park aufgrund mangelnder Pflege zu verwildern. Die Gemeinde setzte in den Jahren nach 2000 die alten Treppen instand und befestigte einige Wege. Außerdem ließ sie abgestorbenes Pflanzenmaterial entfernen und durch das Institut für Landschaftsarchitektur der TU Dresden ein Parkpflegekonzept erarbeiten. In den Jahren 2008 und 2009 wurden der zuvor verschüttete Parkteich und die Wege in dessen Umgebung neu angelegt. Außerdem entstanden ein Naturtummelplatz und eine überdachte Sitzgruppe.
Auch Keydels vormaliges Landhaus samt seinen Nebenbauten befand sich seit 1990 wieder in Gemeindebesitz und steht unter Denkmalschutz. Nach dem Jahr 2000 gefasste Pläne, den Komplex durch Erbbaurecht dem Sächsischen Bergsteigerbund zu überlassen und ein Vereinshaus sowie einen Kinder- und Jugendklettertreff darin einzurichten, kamen nicht zur Ausführung. Im Jahr 2007 ging das Haus wieder in Privatbesitz über und ist nach einigen Jahren Leerstand seit 2009 wieder bewohnt. Nach einer Grundrestaurierung enthält es seit 2012 auch mehrere Ferienwohnungen.

## Besondere Pflanzen
Der Rhododendronpark Kleine Bastei ist eine botanische Sehenswürdigkeit, die unter Schutz steht. Eine Bestandsaufnahme im Rahmen einer Semesterarbeit zweier Dresdner Landschaftsarchitektur-Studentinnen im Jahr 2003 ergab, dass im Park rund 30 verschiedene Arten bzw. Sorten von Rhododendren bzw. Azaleen stehen. Sie können von Mai bis Juli blühen. Daneben gibt es weitere Blühsträucher wie Lorbeerrosen sowie außergewöhnliche Bäume, unter ihnen die Hinoki-Scheinzypresse, der Sadebaum und eine alte Kobushi-Magnolie. Zum Bestand zählen neben heimischen Gehölzen auch Douglasie, Kanadische Hemlocktanne und Fächer-Ahorn. Eine Tafel neben Keydels früherem Landhaus informiert über botanische und triviale Namen von mehr als 100 registrierten Pflanzen und deren Standorte.